# Hiroki Okui
Hiroki Okui (奥井 大貴 Okui Hiroki?), född 27 juni 1999 i Osaka prefektur, är en japansk fotbollsspelare.
Okui började sin karriär 2017 i Gamba Osaka.